# Cuore (serie animata)
Cuore (愛の学校クオレ物語?, Ai no gakkō Kuore monogatari, lett. "La scuola dell'amore: La storia di Cuore") è una serie anime composta da 26 episodi prodotta nel 1981 dalla Nippon Animation. La serie è basata sul romanzo Cuore di Edmondo De Amicis.

## Trama
Cuore è la storia scritta sotto forma di diario da Enrico Bottini, uno scolaro della terza elementare, che racconta gli episodi relativi a due anni di scuola, dall'inizio della terza con l'incontro del nuovo maestro Perboni, fino al conseguimento del diploma finale e la successiva partenza dalla città del ragazzo e della sua famiglia.
L'opera è ambientata nella Torino del XIX secolo e i protagonisti sono ragazzi che si trovano a compiere gesti che denotano particolari virtù, come onestà, altruismo e difesa della patria.

## Personaggi

### Famiglia Bottini
Enrico
Doppiato da: Toshiko Fujita (ed. giapponese), Christian Fassetta (ed. italiana)
Protagonista e io narrante della storia, appartenente alla piccola-media borghesia torinese, inizialmente stringerà amicizia con Garrone e Derossi, ma nel corso della storia instaurerà stretti rapporti con gran parte dei compagni di classe, compreso Franti, che nel finale si riscatterà e diventerà il suo migliore amico.
Nino
Doppiato da: Katsue Miwa (ed. giapponese), Massimiliano Alto (ed. italiana)
Fratellino minore di Enrico.
Silvia
Doppiata da: Kaoru Kurosu (ed. giapponese), Rosalinda Galli (ed. italiana)
Sorella maggiore di Enrico e Nino.
Alberto
Doppiato da: Hidekatsu Shibata (ed. giapponese), Gabriele Carrara (ed. italiana)
Padre di Enrico, lavora (contrariamente al romanzo, dove è ingegnere) presso un giornale.
Adriana
Doppiata da: Sho Saito (ed. giapponese), Anna Teresa Eugeni (ed. italiana)
Madre di Enrico.

### Compagni di Enrico
Ernesto Derossi
Doppiato da: Reiko Suzuki (ed. giapponese), Sergio Luzi (ed. italiana)
Il più bravo e bello della classe, è figlio di un medico stimato e buon amico di Enrico e Garrone.
Garrone
Doppiato da: Hiroko Maruyama (ed. italiana), Francesco Crispino (ed. italiana)
Studente, tanto grande e grosso quanto buono d'animo, che difende i più deboli della classe dalle angherie di Franti. Figlio di un macchinista, la madre è fragile di salute; a causa d'una malattia è rimasto assente da scuola per due interi anni, per questo è il più grande.
Coretti
Doppiato da: Kazue Komiya (ed. giapponese), Marco Baroni (ed. italiana)
Figlio di un veterano delle guerre d'indipendenza italiane; di famiglia povera, durante le vacanze estive deve lavorare per dare una mano in casa.
Antonio Rabucco
Doppiato da: Youko Matsuoka (ed. giapponese), Fabio Boccanera (ed. italiana)
È figlio di un muratore ed e soprannominato "muratorino". È famoso per il suo "muso di coniglio" e possiede una marionetta con cui fa divertire i compagni.
Giulio Robetti
Doppiato da: Rumiko Ukai (ed. giapponese), Francesco Prando (ed. italiana)
Rimane storpiato a una gamba per proteggere un bambino che sta per esser travolto da un cavallo imbizzarrito.
Franti
Doppiato da: Marco Guadagno (ed. italiana)
Il discolo, già cacciato da altre due scuole, crea problemi ai più deboli della classe; ha un carattere aggressivo e violento ma nel finale della storia i compagni arriveranno a capire il recondito motivo del comportamento di Franti, che cambierà atteggiamento e diventerà grande amico di Enrico migliorando anche il rendimento scolastico; nel romanzo Franti viene invece rinchiuso in un istituto correzionale.
Pino e Pano
Doppiati da: Gianluca Storelli (ed. italiana)
Sono due gemelli attaccabrighe assieme a Franti che lo supportano nei suoi atti di vigliaccheria.
Stardi
Un ragazzo timido che non parla mai con i suoi compagni. Apparentemente lento e poco intelligente, ha una grande volontà nello studio e contende a Derossi il ruolo di primo della classe.
Garoffi
Doppiato da: Yoshiko Ohta (ed. giapponese), Massimo Corizza (ed. italiana)
Figlio di un farmacista, è sempre dedito a concludere piccoli affari per guadagnare qualche soldo da spendere nella sua collezione di francobolli.
Votini
Doppiato da: Nino Scardina (ed. italiana)
Il padre è uno degli uomini più ricchi di Torino e si dà sempre un sacco di arie mettendo in mostra tutti gli oggetti di sua proprietà e i bei vestiti che indossa. Vanitoso, è poco simpatico a tutti ed invidioso del successo nello studio di Derossi.
Carlo Nobis
Doppiato da: Satomi Majima (ed. giapponese), Fabrizio Mazzotta (ed. italiana)
Il padre è membro dell'assemblea cittadina ed è per questo che si ritiene una persona importante; superbo e arrogante, va abbastanza d'accordo con Votini.
Betti
Doppiato da: Susanna Fassetta (ed. italiana)
È figlio di un venditore di carbone. Viene deriso da Carlo Nobis perché è sempre sporco e, non volendolo affrontare, decide di non andare più a scuola.
Luigino Crossi
Doppiato da: Minori Matsushima (ed. giapponese), Monica Cadueri (ed. italiana)
Figlio di un'erbivendola, quando può aiuta la madre nel suo commercio; contrariamente al romanzo, il ragazzo non ha il braccio paralizzato.
Coraci
Doppiato da: Massimo Corizza (ed. italiana)
Un ragazzo immigrato da Reggio Calabria che comprende a malapena il dialetto settentrionale.
Pietro Precossi
Doppiato da: Riccardo Rossi (ed. italiana)
Figlio di un ubriacone che lo picchia sempre, è poverissimo, ma alla fine il padre riprende a lavorare e inizierà anche a studiare e lui diventerà uno degli alunni migliori della classe.

### Insegnanti
Maestro Perboni
Doppiato da: Mikio Terashima (ed. giapponese), Valerio Ruggeri (ed. italiana)
Il maestro di Enrico dall'inizio della storia, burbero ma di una grande bontà d'animo.
Signorina Delcati
Doppiata da: Mariella Furgiuele (ed. italiana)
Ex maestra di Enrico e attuale insegnante di prima elementare del fratellino Nino.
Direttore
Doppiato da: Mario Milita (ed. italiana)
Il direttore della scuola elementare Baretti.

## Produzione
L'anime, nonostante sia un adattamento abbastanza fedele del romanzo di De Amicis, non fa parte del World Masterpiece Theater della Nippon Animation, un progetto che lo studio giapponese dedica agli adattamenti delle grandi opere letterarie per l'infanzia. La Nippon Animation si era già cimentata nel 1976 con il romanzo di De Amicis, producendo Marco, adattamento di Dagli Appennini alle Ande, uno dei "racconti mensili" contenuto anche in due episodi nell'anime Cuore. Una delle caratteristiche del romanzo sono i "racconti mensili", storie edificanti generalmente di ragazzi dell'età di Enrico, che il maestro Perboni era solito dettare mensilmente alla classe. Non tutti questi racconti si trovano nell'anime: di seguito sono indicati i titoli dei racconti nell'ordine del romanzo e l'episodio dove eventualmente compaiono.
| Titolo                         | Episodio     |
| ------------------------------ | ------------ |
| Il piccolo patriota padovano   | 5            |
| La piccola vedetta lombarda    | 8            |
| Il piccolo scrivano fiorentino | 16           |
| Il tamburino sardo             | - mancante - |
| L'infermiere di Tata           | 22           |
| Sangue romagnolo               | 25           |
| Valor civile                   | - mancante - |
| Dagli Appennini alle Ande      | 13-14        |
| Naufragio                      | - mancante - |

## Episodi
| Nº | Titolo italiano Giapponese 「Kanji」 - Rōmaji - Traduzione letterale | In onda           | In onda |
| Nº | Titolo italiano Giapponese 「Kanji」 - Rōmaji - Traduzione letterale | Giapponese        |         |
| 1  | Il nuovo anno scolastico 「始業の日・エンリコとペルボーニ先生」 - Shigyō no hi・Enriko to Perubōni sensei – "Il primo giorno di scuola - Enrico e il maestro Perboni" | 3 aprile 1981     |         |
| 1  | La famiglia Bottini ha trascorso l'estate in una tenuta sulle Alpi e si sta preparando a rincasare a Torino dato che la stagione è ormai finita. Per i due figli minori, Enrico e Nino, è il momento di ritornare a scuola; Nino entrerà in prima elementare e la sua maestra sarà la gentile signorina Delcati, la stessa che aveva Enrico fino all'anno scorso. L'insegnante manda una lettera ad Enrico dicendole che da quest'anno scolastico non sarà più la sua maestra, e il fanciullo ci rimane male. Enrico deve iniziare il terzo anno, e una volta tornato in città i suoi amici lo informano che avranno il maestro Perboni, il più severo di tutta la scuola, e gli passa quasi la voglia di tornarci. Il giorno seguente Enrico e i suoi compagni scoprono che, malgrado il suo aspetto austero, il maestro Perboni è gentile e vuole trattare i suoi alunni come la sua famiglia, senza nessuna minaccia di punizione, e cambiano idea su di lui. |                   |         |
| 2  | L'incidente 「災難・勇敢なロベッティ」 - Sainan・Yūkan'na Robetti – "L'incidente - Il coraggio di Robetti" | 10 aprile 1981    |         |
| 2  | Enrico, Nino e Derossi accompagnano Garrone alla stazione; il ragazzo, dopo averglielo preparato con le proprie mani, sta portando il pranzo al padre che è in partenza col primo treno. Un cavallo lasciato incustodito imbizzarrisce al fischio della locomotiva e comincia a correre per le strade trascinandosi dietro anche la carrozza a cui è attaccato; Garrone tenta di bloccarlo, ma inutilmente. Davanti all'ingresso della scuola il compagno Robetti, per proteggere un bimbo di prima caduto in mezzo alla strada, si lascia travolgere procurandosi così una brutta frattura alla gamba: all'ospedale il dottor Derossi informa la madre, il maestro Perboni e gli amici costernati che dovrà probabilmente passare il resto dei suoi giorni con le stampelle. I compagni promettono di passare da lui ogni giorno per tenerlo aggiornato con il programma scolastico. |                   |         |
| 3  | I compagni di classe 「同級のひとびと・不良少年フランチ」 - Dōkyū no hito bito・Furyō shōnen Furanchi – "I compagni di classe - Franti il ragazzaccio" | 17 aprile 1981    |         |
| 3  | Poco prima dell'inizio del compito di ortografia Franti, spalleggiato da due compari, impone a Crossi di passargli le risposte esatte. Anche gli altri compagni si son preparati, con più o meno diligenza, all'esame: Garoffi ad esempio si è ricopiato sulle unghie con l'inchiostro le parole che potrebbero risultargli utili. Al termine della prova scritta, Franti, per nulla soddisfatto dell'esito, comincia a malmenare Crossi il quale viene immediatamente difeso da Garrone; per intimorire i bulli mostra loro d'esser in grado d'alzare un pesante banco con una mano sola. Dopo che Franti e gli altri due si sono ripetutamente presi gioco di sua madre fruttivendola dileggiandola, il ragazzo, non vedendoci più dalla rabbia, gli lancia contro un calamaio; esso va però a colpire il maestro che proprio in quel momento sta facendo il suo ingresso in classe. Garrone si autoaccusa del gesto per proteggere il compagno, ma Perboni non gli crede; dopo aver conosciuto tutta la verità perdona Crossi ed accusa invece Franti e i due gemelli di essersi comportati in una maniera meschina e da grandi vigliacchi. |                   |         |
| 4  | In una soffitta 「屋根裏べやで・エンリコの秘密」 - Yaneura beya de・Enriko no himitsu – "La casa nella soffitta - Il segreto di Enrico" | 24 aprile 1981    |         |
| 4  | Enrico, Garrone e Derossi visitano a turno il loro amico Robetti all'ospedale per tenerlo al passo con lo studio, ma questo toglie loro del tempo per fare i compiti. I genitori di Enrico, ignari delle sue visite, sono preoccupati e delusi per il suo calante andamento scolastico. Il padre di Enrico legge sul giornale un articolo di denuncia verso la povertà di una famiglia torinese e propone a suo figlio di visitarla con la madre per dare loro un po' di sostegno. Enrico scopre con stupore che la famiglia di cui parlava il giornale è quella del suo compagno di classe Luigino Crossi, composta solo da lui e da sua madre perché il padre è emigrato in America. Mentre la madre di Enrico resta a parlare con quella di Luigino, i due ragazzi escono a giocare. Dopo alcuni giorni Robetti viene dimesso dall'ospedale e accolto festosamente a scuola dai suoi compagni. |                   |         |
| 5  | Il ragazzo calabrese 「カラブリアの少年・グラッチェ転校生」 - Karaburia no shōnen・Guratche tenkōsei – "Il ragazzo della Calabria - Corachi, lo studente trasferito" | 1º maggio 1981    |         |
| 5  | La classe del maestro Perboni accoglie Corachi, un ragazzo che proviene dalla città di Reggio Calabria. Derossi gli dà il benvenuto a nome di tutta la classe ma il poveretto, durante l'intervallo, viene preso in giro da Franti e i suoi amici per la sua ignoranza del dialetto settentrionale, perciò il maestro racconta agli alunni la storia del Piccolo patriota padovano. Il protagonista del racconto è un ragazzo che viene venduto a un circo dalla sua povera famiglia, e dopo molti anni di maltrattamento da parte del padrone riesce a scappare e a imbarcarsi in un piroscafo diretto verso casa. Nella nave alcuni uomini stranieri ascoltano la storia del ragazzo e premiano la sua bravura con del denaro, tuttavia poco dopo insultano l'Italia e i suoi abitanti e il ragazzo getta loro addosso i soldi che gli diedero. La morale dell'amore per la patria e dell'unità del popolo italiano viene compresa dagli studenti, che prima di andare a casa fanno dei regali a Corachi. |                   |         |
| 6  | Il mio amico Garrone 「親友ガルローネ・フランチとの対決」 - Shin'yū Garurōne・Furanchi to no taiketsu – "Il migliore amico Garrone - Lo scontro con Franti" | 8 maggio 1981     |         |
| 6  | Garrone rimane assente un giorno da scuola perché deve accudire la madre, e il suo compagno di banco Nelli viene preso in giro da Franti perché è debole di salute e non può prendere parte alle lezioni di ginnastica. Franti arriva perfino a rubargli dei soldi, allora Enrico si arrabbia e vuole fare a botte con lui, ma Nelli mette Garrone al corrente della situazione, il quale non esita ad andare a difendere i suoi amici. Il giorno dopo Nelli vuole partecipare come tutti alla lezione di ginnastica, che consiste nell'arrampicarsi su un palo. Nelli sale assieme a Garrone, e dopo essere riuscito ad arrivare fino in cima prova a stare con un piede solo sull'asse trasversale che unisce i pali, vincendo la sfida lanciatagli da Franti. Garrone gli garantisce che dopo quest'impresa nessuno lo prenderà più in giro, e viene ringraziato personalmente dalla madre di Nelli per averlo aiutato. |                   |         |
| 7  | Il piccolo spazzacamino 「小さな煙突掃除人・ニーノの新しい友」 - Chīsana entotsu sōji hito・Nīno no atarashī tomo – "Il piccolo spazzacamino - Il nuovo amico di Nino" | 15 maggio 1981    |         |
| 7  | I genitori di Enrico devono sbrigare delle faccende il giorno in cui hanno chiesto l'aiuto di uno spazzacamino, quindi chiedono a Silvia di occuparsi della casa e di preparare il pranzo. Lo spazzacamino che arriva poco dopo è un bambino della stessa età di Nino, molto bravo nel suo lavoro ma spesso preoccupato per i modi burberi con cui lo tratta il suo padrone. La sera, tornando a casa, lo spazzacamino perde la paga che aveva guadagnato e il padrone lo costringe a passare la notte fuori a cercarla. I genitori di Enrico, venuti al corrente della situazione, ripongono di nascosto un nuovo compenso nella tasca dello spazzacamino e convincono il suo padrone a fargli frequentare la scuola come i suoi coetanei. |                   |         |
| 8  | Il ritorno dal fronte 「校長先生の涙・ロンバルディアの少年斥候」 - Kōchō sensei no namida・Ronbarudia no shōnen sekkō – "Le lacrime del direttore - Il ragazzo vedetta della Lombardia" | 22 maggio 1981    |         |
| 8  | A Torino ha luogo una sfilata delle truppe tornate dal confine dopo la fine della guerra. Tutti i ragazzi, il maestro Perboni e il direttore vi assistono e quest'ultimo si lascia sfuggire qualche lacrima, perché gli sono tornati in mente i tristi ricordi di quando perse il suo unico figlio in guerra e, addolorato, stava per lasciare il lavoro. Anche il padre di Robetti, capitano di artiglieria, torna a casa con gli altri soldati. Nella sfilata, dopo gli ufficiali, ci sono le truppe di soldati feriti che vengono derisi da Franti e i suoi compari. Il maestro Perboni assiste alla scena e ne rimane deluso, quindi il giorno seguente racconta la storia della Piccola vedetta lombarda per spiegare che ogni soldato ha valore, anche se non lo dà a vedere. |                   |         |
| 9  | La visita del Re 「国王とコレッチ親子・涙の再会」 - Kokuō to Koretchi oyako・Namida no saikai – "Il Re e il padre di Coretti - Una riunione in lacrime" | 29 maggio 1981    |         |
| 9  | Il Re Umberto visiterà Torino per incontrarsi con le truppe appena rientrate e tutta la città è contenta per l'evento. Nobis e Votini si vantano di avere dei posti riservati per assistere al corteo e Coretti racconta che anche suo padre gode della fiducia del Re, infatti è stato caporale dell'esercito alla battaglia di Custoza. I due antipatici però non gli credono e gli amici di Coretti non danno molto peso alla cosa. Il giorno dell'arrivo di Re Umberto, il signor Coretti tenta di avvicinarsi ma viene fermato dalle guardie, allora il Re si accorge dell'imprevisto e scende dalla carrozza per stringere la mano al suo fedele suddito, suscitando lo stupore della folla. |                   |         |
| 10 | Il muratorino 「左官屋小僧アントニオ・父ちゃんへの百面相」 - Sakan-ya kozō Antonio・Tōchan e no hyakumensō – "Antonio il muratorino - Il voto massimo per papà" | 5 giugno 1981     |         |
| 10 | Enrico vuole invitare gli amici a casa sua ma Derossi e Garrone hanno un altro impegno per il pomeriggio, allora Coretti chiede al suo amico di invitare anche Antonio Rabucco, il figlio del muratore che è bravo a imitare il muso di lepre. L'indomani Antonio mostra a Enrico il posto dove lavora suo padre, che lo ringrazia per avere invitato suo figlio a giocare. Il padre di Antonio ha riposto in suo figlio la sua fiducia e vuole che metta tutto il suo impegno nello studio. Da quel giorno Antonio studia con Enrico per migliorarsi in matematica, però quando ottiene il massimo voto e vuole mostrarlo a suo padre, viene a sapere che quella mattina si è fratturato il bacino mentre aiutava un collega che stava cadendo dall'impalcatura. Antonio vorrebbe sostituire il padre mentre è costretto a rimanere a letto, ma costui gli ricorda che la sua preoccupazione primaria deve rimanere la scuola. |                   |         |
| 11 | Una buona azione 「ガロッフィのおくりもの・切手と教会」 - Garoffi no o kuri mo no・Kitte to kyōkai – "Il regalo di Garoffi - I francobolli e la chiesa" | 12 giugno 1981    |         |
| 11 | Enrico invita a casa sua Garoffi e il ragazzo mostra ai suoi amici la sua collezione di francobolli. Il padre di Enrico, venuto a conoscenza della sua passione, decide di regalargli due francobolli giapponesi ricevuti da un collega. Il giorno seguente Garoffi vuole comprare altri francobolli da aggiungere alla sua collezione sperando di rivenderli in futuro ad un prezzo maggiorato, e siccome non riesce a convincere suo padre fa uso di tutti i suoi risparmi. Sulla strada Garoffi incontra Franti, che vuole chiedergli di vendere per lui dei vecchi giornali, e il giovane affarista nasconde la sua borsa con i suoi risparmi dietro la porta della chiesa. Conclusa la mansione, Garoffi scopre con dispiacere che la sua borsa è stata trovata da Padre Fernando che l'ha donata al gestore di un orfanotrofio, ma decide di non rivendicarla. |                   |         |
| 12 | Betti, il figlio del carbonaio 「いじめられっ子ベッチ・父兄参観の日」 - Ijimerarekko Becchi・Fukei sankan no hi – "Betti vittima di bullismo - Il giorno della visita dei genitori" | 19 giugno 1981    |         |
| 12 | Betti viene offeso da Carlo Nobis perché, in quanto figlio di un negoziante di carbone, sporca involontariamente il suo banco di scuola. Anche quel pomeriggio, quando consegna il carbone a casa Nobis, viene deriso, così decide di lasciare la scuola. Il giorno dopo finge con suo padre di essere ammalato per assentarsi ed Enrico lo viene a trovare. Ascoltando lo sfogo di suo figlio con Enrico, il signor Betti capisce qual è il vero motivo per cui è rimasto assente quel giorno e viene anche a sapere che l'indomani c'è il giorno di visita dei genitori a scuola. Betti l'aveva tenuto nascosto a suo padre ma egli si presenta comunque per chiedere delle scuse a Nobis. Dopo aver saputo quanto accaduto, il padre di Nobis ricorda a suo figlio l'importanza del carbone e di chi ci lavora e lo fa scusare con Betti e suo padre. |                   |         |
| 13 | Dagli Appennini alle Ande (parte 1) 「母をたずねて三千里（前）」 - Haha wo tazunete sanzen ri (mae) – "Tremila miglia alla ricerca della mamma (prima parte)" | 26 giugno 1981    |         |
| 13 | Il maestro Perboni narra alla classe la storia Dagli Appennini alle Ande: Marco è il secondogenito di una famiglia genovese la cui madre è emigrata in Argentina per trovare lavoro da un parente e aiutare economicamente la famiglia. Dopo un lungo periodo di silenzio postale la famiglia decide di dover andare personalmente a chiedere notizie della mamma e Marco risulta l'unico che può intraprendere il viaggio, dunque si imbarca in un bastimento diretto a Buenos Aires e paga la traversata facendo il mozzo. Nella capitale argentina Marco cerca Francesco Merelli, lo zio che procurò il lavoro a sua madre, ma una volta raggiunto il suo negozio scopre che è deceduto. Per trovare la madre allora Marco deve recarsi direttamente dalla famiglia per cui lavorava, i Mequinez, che però si sono trasferiti a Córdoba. Il signor Zeballos, che abita nella vecchia residenza dei Mequinez, indica a Marco come raggiungere quella città raccomandandolo ai suoi amici. Purtroppo l'uomo che avrebbe dovuto aiutarlo a Rosario è andato a Buenos Aires e non tornerà prima di un mese, quindi Marco non può più continuare il suo viaggio.                                                                                       |                   |         |
| 14 | Dagli Appennini alle Ande (parte 2) 「母をたずねて三千里（後）」 - Haha wo tazunete sanzen ri (nochi) – "Tremila miglia alla ricerca della mamma (seconda parte)" | 3 luglio 1981     |         |
| 14 | A Rosario, Marco ritrova un gentile signore che aveva conosciuto nel bastimento, il quale lo accompagna in un locale italiano e racconta a tutti la sua storia. Gli uomini che si trovano lì si commuovono ad ascoltarla e donano ciascuno un po' di spiccioli per permettere a Marco di raggiungere Córdoba in treno. Arrivato in città Marco, riceve la notizia che i Mequinez si sono trasferiti a Tucumán e una donna lo aiuta a convincere una carovana che percorre una parte del tragitto a portarlo con loro. Alla fine del suo viaggio, che lo porta addirittura ai piedi delle Ande, Marco trova i coniugi Mequinez in una residenza dislocata dal centro di Tucumán e scopre che sua madre è costretta a letto da una grave malattia. La donna non ha accettato di operarsi convinta che non avrebbe potuto vivere ancora a lungo, ma quando rivede il suo figlio Marco cambia idea e si sottopone all'intervento. La madre di Marco guarisce e può finalmente tornare a vivere serenamente. |                   |         |
| 15 | Precossi, il figlio del fabbro 「かじ屋のプレコシ・友情の小さなナイフ」 - Kaji ya no Purekoshi・Yūjō no chīsana naifu – "Precossi, il figlio del fabbro - Il coltellino dell'amicizia" | 10 luglio 1981    |         |
| 15 | Il padre di Precossi, un compagno di classe di Enrico, è solito ubriacarsi da quando sua moglie è morta e sfoga la sua rabbia sul figlio. Precossi non lo confida a nessuno e solo Garrone viene a saperlo perché abitano nella stessa palazzina. Il signor Precossi esercita la professione di fabbro e un giorno, arrivato ubriaco al lavoro, si ferisce alle dita e rimane invalido per parecchio tempo. Il giovane Precossi decide di sostituire il padre nel suo lavoro e il capo, anche se il ragazzo gli ha chiesto di non farlo, glielo fa sapere. Dopo essersi scusato con il figlio, il padre di Precossi invita alla bottega Enrico, Derossi e Garrone e regala loro dei coltellini per ringraziarli di essere stati gentili con suo figlio. |                   |         |
| 16 | Il piccolo scrivano fiorentino 「ジュリオ少年の秘密」 - Jurio shōnen no himitsu – "Il segreto del giovane Giulio" | 17 luglio 1981    |         |
| 16 | Il maestro Perboni nota che Precossi è molto stanco durante le lezioni e, chiedendo ai suoi compagni, viene a sapere che la sua stanchezza deriva dall'aiuto che dà al lavoro del padre ogni giorno. Il maestro decide di sensibilizzare tutti i suoi alunni sullo sforzo di Precossi raccontando la storia del Piccolo scrivano fiorentino, nella quale un ragazzo di nome Giulio porta avanti nella notte il lavoro del padre a sua insaputa. Questa attività nuoce al sonno di Giulio e anche i risultati scolastici ne risentono. Il padre si dimostra molto deluso del figlio fino a quando non scopre che ha fatto di tutto per agevolare le condizioni economiche della famiglia, sacrificando i suoi studi. |                   |         |
| 17 | La biblioteca di Stardi 「スタルディの図書館・本を隠した真犯人」 - Sutarudi no toshokan・Hon wo kakushi ta shinhannin – "La biblioteca di Stardi - Il vero colpevole che ha nascosto il libro" | 24 luglio 1981    |         |
| 17 | Enrico restituisce a Derossi la biografia su Thomas Alva Edison che gli aveva prestato e parla assieme ai compagni degli elementi che lo hanno colpito. Franti, che è arrabbiato con Stardi, nasconde il libro di Derossi nella sua cartella e tenta di incolparlo del furto, ma non viene creduto da Derossi e Enrico. Stardi chiede ad Enrico di venire a casa sua dopo la scuola per mostrargli la sua biblioteca, costruita e arricchita con i suoi risparmi. Tra i libri c'è anche una copia della stessa biografia di Edison di Derossi, infatti Stardi voleva dimostrare a Enrico che non avrebbe avuto motivo di rubare il libro. Stardi ed Enrico diventano amici. Il giorno dopo Franti viene preso in castagna da uno stratagemma di Stardi e confessa involontariamente che il giorno prima ha tentato di incolparlo. |                   |         |
| 18 | Una gita sul Po 「夏休みのポー川で・フランチの遭難」 - Natsuyasumi no pō kawa de・Furanchi no sōnan – "Sul fiume Po durante le vacanze estive - L'incidente di Franti" | 31 luglio 1981    |         |
| 18 | L'anno scolastico finisce, il maestro Perboni comunica a tutta la classe l'esito degli scrutini e premia i migliori tre con una medaglia. Lo studente con la media più alta è Derossi, seguito da Precossi e Stardi. Enrico e Coretti non sono arrivati sul podio ma vengono comunque menzionati per la loro buona media. Durante le vacanze Crossi aiuta sua madre a vendere la verdura e Garoffi trova dei nuovi affari per risparmiare del denaro. Franti, nonostante le raccomandazioni del maestro, prende l'iniziativa di farsi una nuotata nel Po ma la corrente lo mette in pericolo. Grazie all'intervento di Garrone e Derossi, che si trovavano in gita assieme a Enrico e Nino, Franti viene salvato e portato all'ospedale. |                   |         |
| 19 | Il maestro del papà 「アルプスの夏・父さんの先生は僕の先生」 - Arupusu no natsu・Tōsan no sensei wa boku no sensei – "Estate sulle Alpi - Il maestro di mio padre è il mio maestro" | 7 agosto 1981     |         |
| 19 | La famiglia Bottini torna a trascorrere le vacanze sulle Alpi. Il papà si fa prestare da un vicino una bicicletta e la prova assieme a Enrico, ma finiscono per cadere e farsi male. La mamma trova un vecchio giornale che parla di Vincenzo Crosetti, il vecchio maestro di Alberto, che è stato premiato per i suoi 60 anni di carriera. Nel giornale c'è anche scritto che il maestro Crosetti vive nel comune di Condove, non distante dal villino della famiglia Bottini, così il giorno dopo Alberto, Enrico e Nino vanno a trovarlo. Il maestro Crosetti non sente più molto bene e la sua memoria non è più quella di un tempo, ma si ricorda subito del suo ex allievo Alberto Bottini notando che Enrico gli somiglia. Tutti e quattro discutono dei tempi passati e delle birichinate che faceva Alberto, e la sera i ragazzi e il papà tornano a casa contenti dell'esperienza. |                   |         |
| 20 | Il grande segreto 「夏の夜の出来事・父ちゃんたちの秘密」 - Natsu no yoru no dekigoto・Tōchan tachi no himitsu – "Evento nella notte d'estate - Il segreto dei papà" | 14 agosto 1981    |         |
| 20 | Poco prima delle vacanze il babbo di Enrico riceve una lettera, il cui contenuto rimane segreto a Enrico e Nino, e tutta la famiglia torna a Torino. Il giorno dopo i due fratelli si fanno raccontare dagli amici quello che succede e, anche loro ignari, spiegano che tutti i loro padri escono tutte le sere e sono spesso addormentati durante il giorno. Una sera Enrico e Nino escono di casa con una scusa e seguono il loro padre, a loro si uniscono tutti gli amici che hanno seguito i rispettivi papà fino ad arrivare a scuola. I fanciulli entrano di nascosto ma vengono scoperti dal direttore, che spiega loro la situazione. Molti uomini sono rimasti analfabeti a causa del lungo periodo di guerra, così è stato chiesto al signor Bottini di colmare le loro lacune tenendo una scuola serale. Tutti i padri dei ragazzi capiscono che sbagliavano a tenere segreta la loro istruzione perché i figli, ora che lo sanno, sono ancora più orgogliosi di loro. |                   |         |
| 21 | Arriva il circo 「がんばれ！チャリネサーカス一家」 - Ganbare! Charinesākasu ikka – "Fai del tuo meglio! La famiglia circense Chrine" | 21 agosto 1981    |         |
| 21 | Tutti i ragazzi della città assistono felicemente al nuovo circo di Londra e la compagnia locale Chrine viene tristemente dimenticata. Enrico e i suoi amici si prodigano per ridare notorietà al circo che fino all'anno prima si è sempre esibito con passione, ottenendo un buon riscontro da tutte le loro famiglie. Il papà di Enrico e Nino scrive un articolo sul giornale per sponsorizzare la compagnia e Silvia lo arricchisce con un ritratto del piccolo clown. |                   |         |
| 22 | L'infermiere di Tata 「十字架だけが知っている“父さん”の看病」 - Jūjika dake ga shitte iru "tōsan" no kanbyō – "La cura del 'papà' riconosciuto dalla sua croce" | 28 agosto 1981    |         |
| 22 | Crossi aspetta da qualche giorno il rientro di suo padre emigrato in America, ma ogni qualvolta va alla stazione ad aspettarlo lui non arriva. Affranto, si consola con gli amici, però Franti non perde occasione di schernirlo. Il maestro Perboni osserva la scena in lontananza e qualche giorno dopo racconta ai suoi alunni la novella de L'infermiere di Tata: un giovane ragazzo chiamato Ciccillo vive in campagna con la sua famiglia ed è dovuto accorrere all'ospedale di Napoli perché era il solo a poter accudire suo padre appena rientrato dall'estero e rimasto ferito durante il viaggio in nave. Ciccillo accudisce per molti giorni un uomo completamente ricoperto di bende che crede essere il suo tata ("papà" in napoletano) basandosi sul crocifisso che indossa, e quando il suo vero genitore lo va a trovare gli spiega che egli è un uomo che aiutò durante l'incendio della sua nave e al quale donò la sua croce. Il padre propone a Ciccillo di tornare insieme a casa, ma il ragazzo vuole ultimare la sua opera di cura e resta finché l'uomo non muore. Allora il dottore e la suora che hanno supervisionato Ciccillo si complimentano con lui per la sua dedizione e lo invitano a tornare a casa soddisfatto. |                   |         |
| 23 | Il padre di Crossi 「お父さんの贈り物インクスタンドの謎！」 - Otōsan no okurimono inku sutando no nazo! – "Il mistero del calamaio regalato da papà!" | 4 settembre 1981  |         |
| 23 | Il padre di Crossi torna dall'America e regala un calamaio a suo figlio. Quest'ultimo tarda ad arrivare a scuola e quando racconta l'avvenimento sono tutti felici per lui eccetto Franti. Quel pomeriggio Enrico ed Ernesto scoprono che nella sacrestia della chiesa c'è un calamaio identico a quello del loro compagno Crossi. Padre Fernando spiega loro che gliel'ha regalato quella notte una sua vecchia conoscenza a cui insegnava mentre era in carcere. L'uomo, del quale Padre Fernando conosceva solo il numero identificativo, non aveva commesso alcun crimine ma si era preso la responsabilità di un incidente avvenuto al suo capo carpenterie per una lite. Dopo di ciò è stato condannato a sei anni di prigione, durante i quali ha avuto la possibilità di imparare la lingua scritta e leggere la Bibbia. Enrico ed Ernesto capiscono che l'uomo che ha conosciuto Padre Fernando è il padre di Crossi, che per non rattristare suo figlio ha preferito che sapesse che fosse in America. Essendo rimasto disoccupato, il direttore della scuola gli affida dei lavori di restauro. |                   |         |
| 24 | La fuga dalla scuola 「学校をとび出した不良少年フランチ」 - Gakkō wo tobide shi ta furyō shōnen furanchi – "Il ragazzaccio Franti ha lasciato la scuola" | 11 settembre 1981 |         |
| 24 | Franti si dimostra apertamente invidioso di Crossi perché non ha la sua stessa fortuna di avere il padre a casa con lui. Il maestro Perboni resta a casa un giorno per malattia e a fare da supplente per la classe di Enrico arriva la signorina Delcati. Franti compie un'altra cattiveria e scappa dalla scuola. Anche mentre l'insegnante va ad avvertire il direttore dell'accaduto Franti attacca deliberatamente l'ufficio lanciando sassi contro la finestra, ma nonostante questo fatto il maestro Perboni e la signorina Delcati convincono il direttore e gli altri insegnanti di rimandare la sua espulsione per provare a migliorare il rapporto con il ragazzo. I due maestri si fanno accompagnare da Crossi alla casa di Franti, nella quale vive solo con sua nonna, e scoprono che il ragazzo non è più tornato a casa. |                   |         |
| 25 | Le lacrime di Franti 「身代わりになった少年・フランチの涙」 - Migawari ni natta shōnen・Furanchi no namida – "Il ragazzo che si è sacrificato - Le lacrime di Franti" | 18 settembre 1981 |         |
| 25 | Franti passa la notte vagando all'aperto sotto la pioggia e la mattina dopo, affamato, ruba i soldi ad alcuni bambini per comprarsi da mangiare. Il maestro Perboni sa che il bullo è tornato a scuola e che sta ascoltando la lezione da dietro la porta, quindi presenta alla classe (e a Franti) il racconto Sangue romagnolo. Ferruccio, il protagonista del racconto, è un ragazzo che frequenta brutte compagnie facendo preoccupare la sua nonna malata. Una notte, quando i suoi genitori non sono in casa, Ferruccio rientra tardi come al solito e poco dopo due ladri si introducono in casa. La nonna riconosce uno dei due malviventi, il quale si trova costretto a ucciderla, ma Ferruccio agisce prontamente per difenderla, anche se ciò gli costa la vita. Franti si è immedesimato nel protagonista del racconto e come lui è pentito per il suo comportamento, quindi entra in classe in lacrime e si scusa per le sue malefatte. Il ragazzo viene perdonato ed Enrico lo invita al picnic che terrà la sua famiglia la domenica successiva. |                   |         |
| 26 | Il pic-nic e l'addio 「ピクニック・そしておわかれ」 - Pikunikku・Soshite o wakare – "Il picnic - Infine, addio" | 25 settembre 1981 |         |
| 26 | Enrico, la sua famiglia e i suoi amici, trascorrono una domenica in compagnia facendo una gita fuori porta; lì raccolgono dei tartufi per il loro picnic e i ragazzi discutono delle loro aspirazioni per il futuro. Alcuni giorni dopo Alberto Bottini viene promosso direttore della sede di Roma del suo giornale, e dovrà trasferirsi nella capitale con tutta la famiglia. Enrico è talmente triste all'idea di doversi separare dai suoi amici che non riesce a parlargliene fino all'ultimo giorno di scuola. Fino ad allora si distrae da quel triste pensiero occupandosi solo dello studio, e i suoi sforzi vengono premiati con il secondo voto più alto della classe. Il giorno seguente, quello della partenza, Enrico dice addio ai suoi insegnanti e a tutti i suoi amici, che gli portano dei regali in segno di ricordo della loro amicizia. Salito sul treno, Enrico in lacrime saluta un'ultima volta i suoi amici e la sua amata città di Torino. |                   |         |

## Colonna sonora
Sigla originale di apertura
- Kuore Monogatari (クオレ物語? lett. "La storia di Cuore"), cantata da Takeda Eri con l'accompagnamento del Tokyo Broadcasting Children's Choir.

Sigla originale di chiusura
- Shiroi Nikki (白い日記? lett. "Bianco diario"), cantata da Takeda Eri con l'accompagnamento del Tokyo Broadcasting Children's Choir.

Sigle italiane
- La sigla dell'edizione italiana dell'anime intitolata Il libro Cuore è cantata da I Cavalieri del Re. Scritta da Riccardo Zara, cantante e guida del gruppo vocale, la canzone è stata incisa sul 45 giri Il libro Cuore/L'isola dei Robinson edito dalla RCA Italiana nel 1982. La voce guida del brano è quella di Clara Serina, moglie di Zara; ai cori la stessa Clara, Riccardo Zara e Guiomar Serina, sorella di Clara; alla batteria Walter Scebran. Il singolo contiene anche il brano L'isola dei Robinson, sigla della serie giapponese Flo, la piccola Robinson. La sigla Il libro Cuore è stata poi inserita nel 33 giri I Cavalieri del Re e nel CD Tivulandia vol. 4, pubblicato da BMG Ariola.[3]
- A partire dal 1990 la sigla è stata sostituita con Cuore, testo di Alessandra Valeri Manera, musica e arrangiamento di Vincenzo Draghi, interpretata da Giampaolo "Giampi" Daldello[4].